# Парк природе Добрун — Рзав
Парк природе Добрун-Рзав представља предио кањона ријеке Рзав са околином, која својим током пролази кроз Добрун и која се код Вишеграда спаја са Дрином.

## Опис добра
Ријека Рзав својим током пролази кроз много клисура и кањона, изузетне пејзаже које карактеришу високе и стрме хридине по којима расту четинари. Читавим током Рзава ишла је некада стара пруга коју су градили Аустроугари и која је када је саграђена била ремек-дјело инжењерства. 2004. године је покренута иницијатива за обнову пруге у дијелу Мокра Гора-Вардиште-Добрун-Вишеград.

## Степен заштите
Подручје парка природе Добрун-Рзав се налази на списку добара планираних за стављање под заштиту према IUCN класификацији.

## Галерија
- Јутро изнад Рзава
- Кањон Рзава
- Клисура изнад Рзава
- Корито Рзава
- Језерце у Добруну
- Поглед на Језерце из другог угла
- Флора и фауна Парка природе
- Ријечна јегуља у Рзаву
- Пруга туристичког воза
- Туристички воз „ћиро”
- Вече изнад Парка природе
- Парк природе ноћу